# Сен-Бартелеми-Грозон
Сен-Бартелеми́-Грозо́н (фр. Saint-Barthélemy-Grozon, окс. Sant Barthélemy Grozon) — коммуна во Франции, находится в регионе Рона — Альпы. Департамент коммуны — Ардеш. Входит в состав кантона Ламастр. Округ коммуны — Турнон-сюр-Рон.
Код INSEE коммуны — 07216.

## Население
Население коммуны на 2008 год составляло 506 человек.
| 1962 | 1968 | 1975 | 1982 | 1990 | 1999 | 2008 |
| ---- | ---- | ---- | ---- | ---- | ---- | ---- |
| 476  | 552  | 481  | 460  | 428  | 469  | 506  |

## Экономика
В 2007 году среди 316 человек в трудоспособном возрасте (15—64 лет) 227 были экономически активными, 89 — неактивными (показатель активности — 71,8 %, в 1999 году было 67,9 %). Из 227 активных работали 206 человек (108 мужчин и 98 женщин), безработных было 21 (10 мужчин и 11 женщин). Среди 89 неактивных 28 человек были учениками или студентами, 32 — пенсионерами, 29 были неактивными по другим причинам.

## Фотогалерея
- Мэрия
- Замок Субейран
- Карта коммуны